# Michel Payen
Pour les articles homonymes, voir Payen.
Michel Payen est un footballeur international français, né le 29 septembre 1915 à Thieulloy-l'Abbaye (Somme) et mort le 20 février 2002 à Saint-Vincent-de-Paul (Landes).

## Carrière
Après un court passage à Bertreville-Saint-Ouen, il débute au FC Dieppe en 1931 dans l'équipe première. Il va au FC Rouen en 1932, où il reste jusqu'en 1939, puis termine sa carrière au RC Arras. Il est international A à trois reprises en 1937: France - Autriche (1-2), Belgique - France (3-1), Allemagne - France (4-0)

## Palmarès
Champion de France de D2 en 1936 avec le FC Rouen.